# Зеда-Мукеди
Зеда-Мукеди (груз. ზედა მუქედი) — село в Грузии, на территории Ванского муниципалитета края (мхаре) Имеретия.

## География
Село находится в западной части Грузии, к востоку от реки Кумури, на расстоянии приблизительно 3 километров (по прямой) к западо-юго-западу от города Вани, административного центра муниципалитета. Абсолютная высота — 156 метров над уровнем моря.

## Население
По результатам официальной переписи населения 2014 года, в Зеда-Мукеди проживало 298 человек (149 мужчин и 149 женщин). В национальной структуре населения грузины составляли 99,3 %, армяне — 0,35 %, украинцы — 0,35 %.
| Год  | Население, человек |
| ---- | ------------------ |
| 2002 | 427                |
| 2014 | ↘ 298              |